# Estadio Yumenoshima
El Estadio Yumenoshima es un estadio con capacidad de 5050 personas ubicado en  Kōtō, Tokio. Es usado principalmente para el fútbol, pero también alberga una pista de atletismo. 
El estadio fue el campo principal del Sagawa Express Tokyo SC antes de la fusión de ese club con su club hermano con sede en Osaka y su posterior traslado a Shiga . Actualmente es el estadio del FC Tokyo Sub-23, además del Ajinomoto Field Nishigaoka . El estadio acogió los campeonatos de fútbol para personas con problemas de aprendizaje en 2002.